# Anne Sullivan
Pour les articles homonymes, voir Sullivan.
Anne Sullivan, née le 4 avril 1866 et morte le 20 octobre 1936, est une éducatrice connue pour avoir enseigné à lire, écrire et parler à Helen Keller, une jeune fille sourde, muette et aveugle.

## Biographie

### Enfance
L'enfance d'Anne Mansfield Sullivan est assombrie par les souvenirs de l'émigration de ses parents, John et Alice Sullivan, lors de la grande famine irlandaise (1845-1849). Arrivés aux États-Unis vers 1860, ils se sont installés dans une colonie irlandaise, à Feeding Hills dans le Massachusetts, où ils vivent dans des conditions difficiles. Malgré ses grossesses répétées, Alice Sullivan ne parvient à élever que trois de ses enfants : May, Anne et Jimmie.
La mort d'Alice Sullivan (Anne est alors âgée de 8 ans) entraîne l'éclatement de la famille, malgré les efforts du père pour la maintenir unie. May est prise en charge par des parents, alors qu'Anne, qui souffre de problèmes oculaires, et son petit frère Jimmie, handicapé par une coxalgie, sont envoyés à l'hospice de Tewksbury. Jimmie succombe quatre mois après son admission, en mai 1876. Elle-même subira dans cet hospice deux opérations oculaires infructueuses.
Le 7 octobre 1880, elle commence à étudier dans l'école pour aveugle de Perkins. Là, de nouvelles opérations améliorent cette fois sa vision.

### Carrière professionnelle

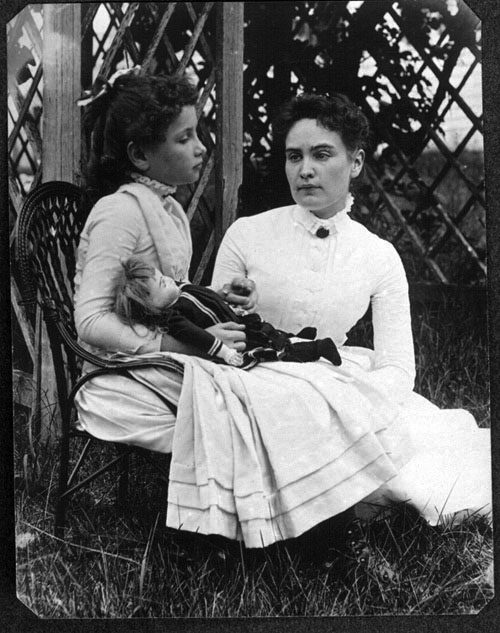
Anne Mansfield Sullivan à droite, avec Helen Keller, en 1888.

En 1886, âgée de 20 ans, elle est diplômée de l'école pour aveugle Perkins (en) en 1886. Michael Anagnos, le directeur de l'institut, lui demande de devenir, malgré sa jeunesse et son handicap, la professeure d'une enfant sourde, muette et aveugle, Helen Keller. Anne Sullivan arrive donc dans la maison des Keller dans la petite ville de Tuscumbia en Alabama le 3 mars 1887. C'est le début d'une relation de 49 ans avec Helen, d'abord comme enseignante, puis comme amie.

### Vie personnelle
Le 3 mai 1905, John Macy, qui l'aide à résoudre des problèmes financiers dans la maison qu'elle partage avec Hélène, l'épouse après de nombreuses demandes. Ils se séparent en 1914 mais ne divorceront jamais de manière officielle.
Déficiente visuelle pendant presque toute sa vie, elle devient complètement aveugle des deux yeux en 1935. Le 15 octobre 1936, elle développe une thrombose coronaire et tombe dans le coma. Cinq jours plus tard, elle décède dans le quartier de Forest Hills du Queens, à New York, Helen Keller lui tenant la main.

## Hommages
- Le cratère vénusien Sullivan a été nommé en son honneur.
- Elle est introduite au National Women's Hall of Fame en 2003

## Dans la culture
Helen Keller a raconté sa « libération » par Anne Sullivan dans :
- Sourde, muette, aveugle : histoire de ma vie, première publication en 1903, traduction de l'anglais par A. Huzard, Payot & Rivages, 2001  (ISBN 2-228-89413-3)

Cette œuvre a été adaptée au théâtre, puis au cinéma et à la télévision :
- Miracle en Alabama (The Miracle Worker), pièce de William Gibson, créée en 1959 au Playhouse Theatre de Broadway (New York), avec Anne Bancroft dans le rôle d'Anne Sullivan

- Miracle en Alabama, film d'Arthur Penn (1962), avec Anne Bancroft dans le rôle d'Anne Sullivan
- Miracle en Alabama, téléfilm de Paul Aaron (1979), avec Patty Duke dans le rôle d'Anne Sullivan
- The Miracle Worker (dans Le Monde merveilleux de Disney), téléfilm de Nadia Tass (2000), avec Alison Elliott dans le rôle d'Anne Sullivan

Anne Sullivan joue son propre rôle dans le film biographique Delivrance sorti en 1919.

#### Livres
- (en) Kim E. Nielsen, Beyond the Miracle Worker : The Remarkable Life of Anne Sullivan Macy and Her Extraordinary Friendship with Helen Keller, Beacon Press, 2009 (ISBN 978-0-8070-5046-0, lire en ligne).
- (en) Marfe Ferguson Delano, Helen's Eyes : A Photobiography of Annie Sullivan, Helen Keller's Teacher, National Geographic Books, 2008, 63 p. (ISBN 978-1-4263-0209-1, lire en ligne).
- (en) Sarah Miller, Miss Spitfire : Reaching Helen Keller, Atheneum, 2007, 208 p. (ISBN 978-1-4169-2542-2, lire en ligne).
- (en) Helen Keller, Teacher, Anne Sullivan Macy : A Tribute by the Foster Child of Her Mind, Doubleday, 1955 (lire en ligne) ; traduit sous le titre Ma libératrice : Anne Sullivan Macy, Payot, 1956.
- (en) Nella Braddy, Anne Sullivan Macy : The Story Behind Helen Keller, Doubleday, Doran & Company, 1933 (lire en ligne).
- Lorena A. Hickok, L'histoire d'Helen Keller, Paris, Pocket Jeunesse, 1998, 224 p. (ISBN 2-266-08662-6).

#### Bande dessinée
- (fr) Joseph Lambert, Annie Sullivan & Helen Keller, Çà et là et Cambourakis, 2013[8].